# Drottningholm (plaats)
Drottningholm is een plaats in de gemeente Ekerö in het landschap Uppland en de provincie Stockholms län in Zweden. De plaats heeft 410 inwoners (2005) en een oppervlakte van 148 hectare. De plaats ligt op het eiland Lovön in het Mälarmeer. In de buurt van de plaats ligt het slot Drottningholm. De plaats Drottningholm is gebouwd in het midden van de 18de eeuw voor de mensen die werkten in het slot.

## Verkeer en vervoer
Bij de plaats loopt de Länsväg 261.
Drottningholm is via openbaar vervoer bereikbaar met de metro van Stockholm en de Storstockholms Lokaltrafik.

## Galerij

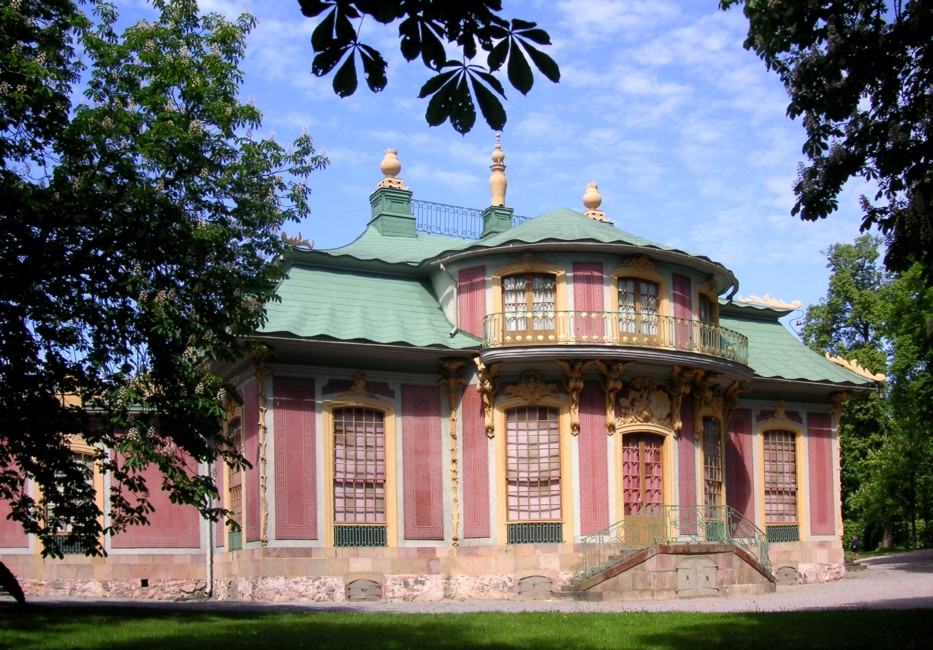
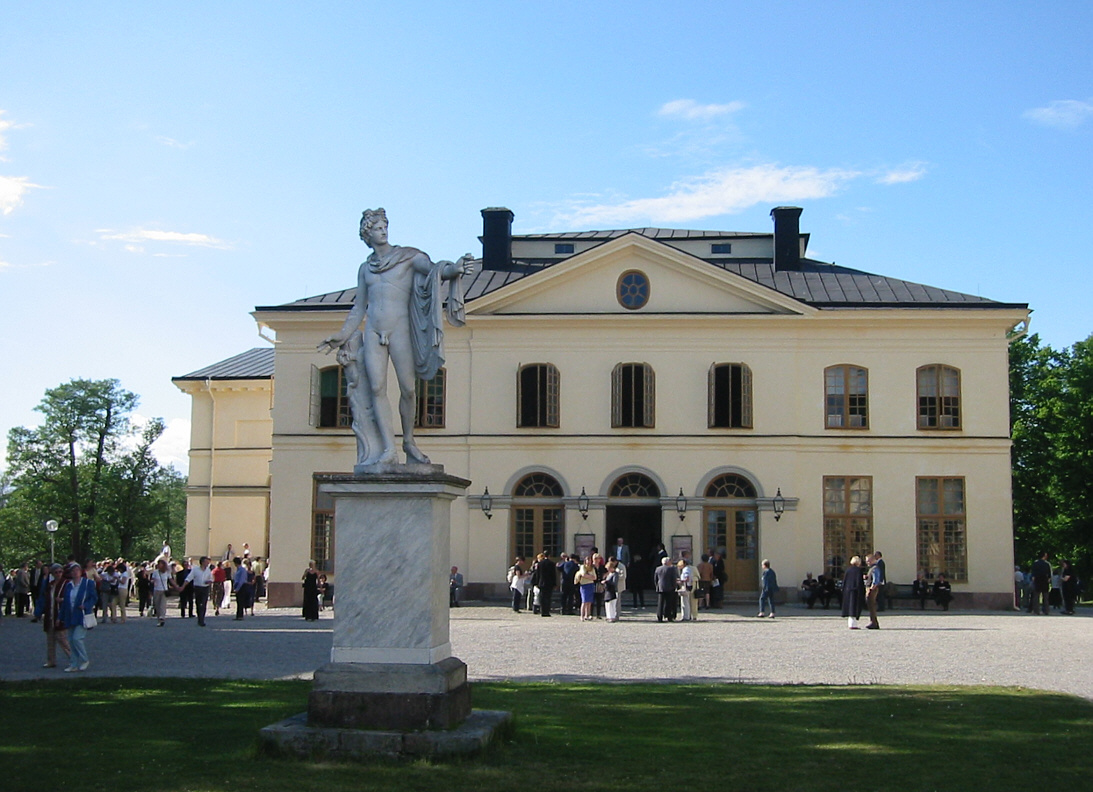
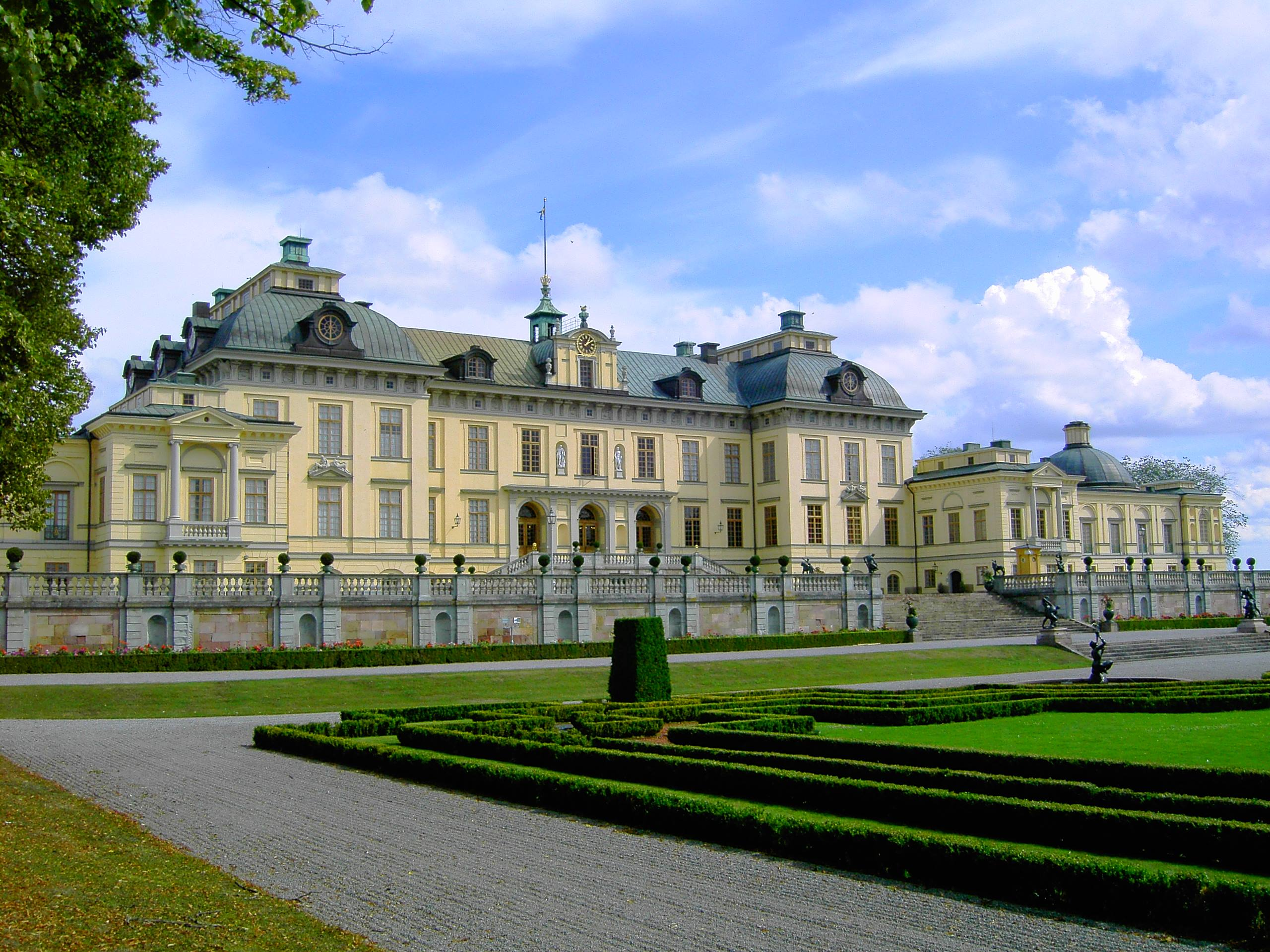